# Nowe Miasto (Kraków)

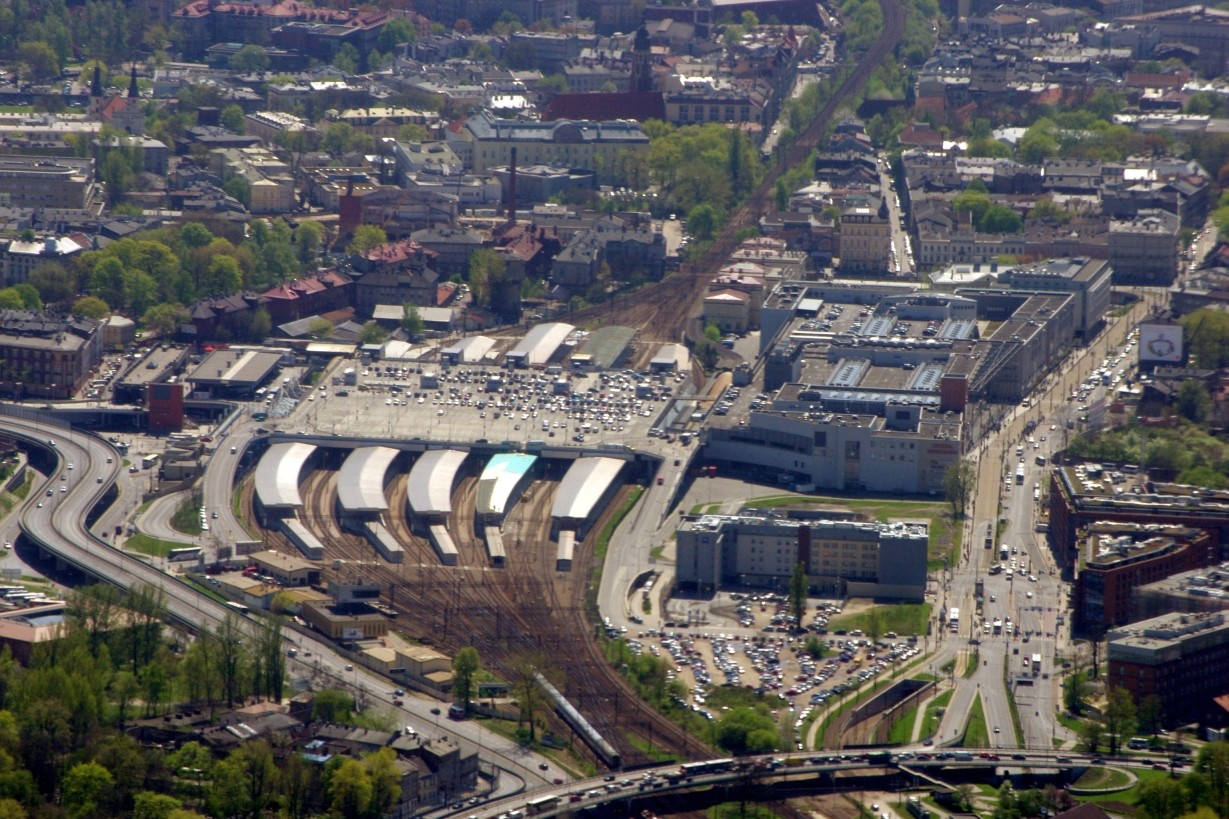
Überblick

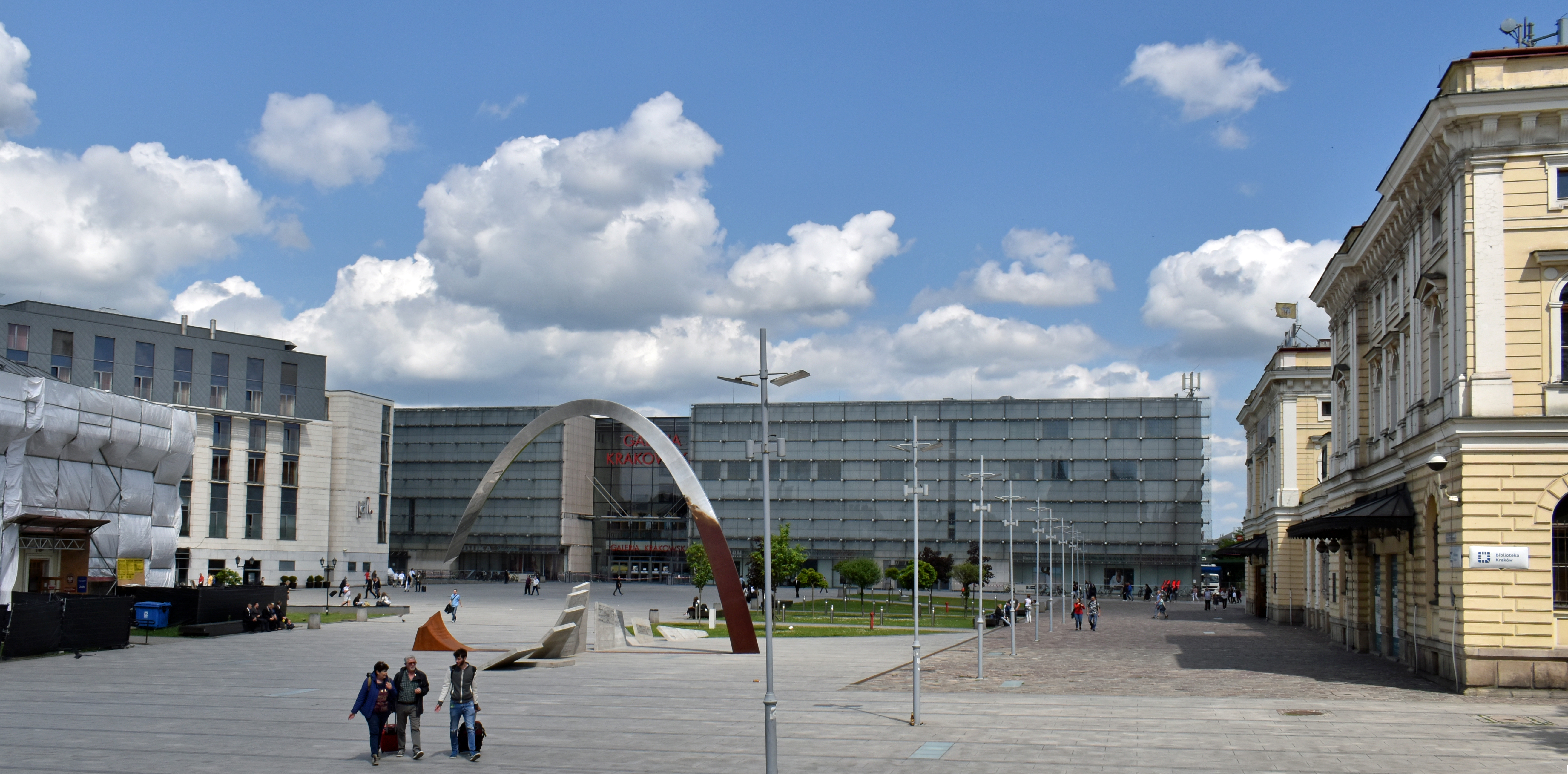
Jan Nowak-Jeziorański-Platz

Nowe Miasto (übersetzt Neue Stadt) ist der modernste Stadtteil der Großstadt Krakau in Polen. Er entstand nach der Wende zum 21. Jahrhundert. Das Gebiet gehört seit 1990 zum Dzielnica I Stare Miasto (deutsch Stadtbezirk 1 Altstadt).

## Lage
Nowe Miasto hat eine Fläche von etwa 20 Hektar und liegt nordöstlich der Krakauer Altstadt, die seit 1978 Teil des UNESCO-Welterbes „Historisches Zentrum von Krakau“ ist. Der Stadtteil grenzt im Norden und Nordosten an Warszawskie, im Süden an den historischen Teil von Wesoła und im Westen an Kleparz.

## Geschichte
Nach dem Jahr 1844 wurde der Bahnhof Kraków Główny gebaut, der heute in der Mitte des Neuen Stadt liegt. Das Gebiet gehörte von 1859 bis 1951 zum sechsten Krakauer Stadtbezirk Wesoła. Als 1973 die kleinteilige Stadtgliederung aufgelöst wurde, kam es bis 1990 zum Stadtbezirk Śródmieście (Innenstadt).
Zu dieser Zeit wurden die Pläne einer Neugestaltung des Bahnhofsumfelds konkreter. Die erste Ausschreibung wurde 1998 von Tishman Speyer Properties gewonnen. Nachdem diese den Auftrag zurückgaben und folgenden Modifikationen wurde das Projekt von ECE Projektmanagement entwickelt. Die ersten Arbeiten begannen in den Jahren 2003/2004.

## Gebäude (Auswahl)
- Bahnhof Kraków Główny (Baudenkmal), 1847
- Krakowskie Centrum Komunikacyjne, 2003–2014
- MDA-Omnibusbahnhof Krakau, 2005
- Galeria Krakowska, 2004–2006